# Grand Turk
Grand Turk is een eiland in het Caribisch gebied en onderdeel van de Turks- en Caicoseilandengroep. Het is grootste eiland van de Turkseilanden en wordt bewoond door circa 3700 mensen. De hoofdstad van het territorium, Cockburn Town, ligt op het eiland.
De naam van het eiland komt van een cactus die op het eiland groeit, de turkscapcactus, die eruitziet als een Turkse fez.
Waarschijnlijk werd het eiland in de 16e eeuw bezocht door de Spaanse Ontdekkingsreiziger Juan Ponce de León. De Engelsen waren echter degenen die het zijn naam gaven.